# Johann Friedrich Ahlfeld (théologien)
Cet article concerne le théologien Johann Friedrich Ahlfeld. Pour le Dr Johann Friedrich Ahlfeld, voir Johann Friedrich Ahlfeld (médecin).
Johann Friedrich Ahlfeld (né 1er novembre 1810 à Mehringen, subdivision administrative d'Aschersleben en royaume de Westphalie et mort le 4 mars 1884 à Leipzig) est un théologien luthérien et un prédicateur allemand.

## Biographie
Fils d'un charpentier, il fait ses études secondaires à Aschersleben et à Dessau puis étudie la théologie  à Halle avec Carl Ullmann (de)  et l'historien Heinrich Leo.
Il est pasteur d'Alsleben de 1838 à 1847, de Halle et Leipzig de 1851 à 1881.

## Travaux
- Predigten über die evangelischen Perikopen, Leipzig 1848–1849.
- Sonntagsgnade und Sonntagssünde. Vier Predigten 1850
- Staat, Haus und Herz in und außer der Kirche Christi. Vortrag. 1851.
- Katechismuspredigten. Drei Bände, 1852.
- Das Leben im Lichte des Wortes Gottes. Ein Lebensbuch insbesondere für Confirmanden und Brautpaare. 1858.
- Predigten an Sonn- und Festtagen. I. „Die Ruhe der Kinder Gottes in dem Herrn. Drei Bände, 1850–1861; II. Bausteine zum Aufbau der Gemeinde. Sechs Bände, 1852–1856 (1. Bd. 4. Aufl. 1862; 2. und 3. Bd. 3. Aufl. 1857 und 1859). III. Zeugnisse aus dem inneren Leben. Drei Bände, 1860 bis 1864.
- Weckstimmen aus dem Jahre 1866. Acht Predigten. 1867.
- Das rothe Buch. Aus Kreuz und Freude einer Kaufmannsfamilie. Erzählung. 1867.
- Predigten über die epistolischen Perikopen, 1867.
- Bruder Berthold von Regensburg, der große deutsche Prediger des Mittelalters. Vortrag. 1874.
- Ein Kirchenjahr in Predigten. 1875.
- Zehn Predigten nach der Feier seiner 25jährigen Amtsführung als Prediger zu St. Nicolai in Leipzig. 1876.
- Confirmationsreden aus den Jahren 1868–1879, 1880.
- Erzählungen für das Volk, 5. Aufl., Halle 1881
- Morgenandachten. Aus den Predigten von D. Friedr. Ahlfeld. 1882.
- Abendandachten. Aus den Predigten von D. Friedr. Ahlfeld. 1884.
- Predigten über freie Texte.